# Episodi de Il brivido dell'imprevisto (seconda stagione)
La seconda stagione della serie televisiva Il brivido dell'imprevisto è stata trasmessa in anteprima nel Regno Unito dalla Independent Television tra il 1º marzo 1980 e il 14 giugno 1980.
| nº | Titolo originale                 | Titolo italiano                    | Prima TV Regno Unito | Prima TV Italia   |
| -- | -------------------------------- | ---------------------------------- | -------------------- | ----------------- |
| 1  | Royal Jelly                      | Pappa reale                        | 1º marzo 1980        | 9 novembre 1981   |
| 2  | Skin                             | Una pelle d’autore                 | 8 marzo 1980         | 16 novembre 1981  |
| 3  | Galloping Foxley                 | Il galoppante Foxley               | 15 marzo 1980        | 18 gennaio 1982   |
| 4  | The Hitch-Hiker                  | L’autostoppista                    | 22 marzo 1980        | 4 settembre 1981  |
| 5  | Poison                           | Veleno                             | 29 marzo 1980        | 31 agosto 1981    |
| 6  | Fat Chance                       | La dieta dimagrante                | 5 aprile 1980        | 24 aprile 1981    |
| 7  | Taste                            | L'assaggio                         | 12 aprile 1980       |                   |
| 8  | My Lady Love, My Dove            | Una serata piccante                | 19 aprile 1980       | 15 maggio 1981    |
| 9  | Georgy Porgy                     | Il complesso                       | 26 aprile 1980       | 11 gennaio 1982   |
| 10 | Depart in Peace                  | Ritratto di signora                | 3 maggio 1980        | 8 maggio 1981     |
| 11 | The Umbrella Man                 | L’uomo con l’ombrello              | 10 maggio 1980       | 17 aprile 1981    |
| 12 | Genesis & Catastrophe            | Genesi e catastrofe                | 17 agosto 1981       | 17 aprile 1981    |
| 13 | Mr Botibol's First Love          | Il primo amore del signor Botibol  | 24 maggio 1980       | 7 settembre 1981  |
| 14 | Back for Christmas               | Ci vediamo a Natale                | 31 maggio 1980       | 20 settembre 1982 |
| 15 | The Orderly World of Mr. Appleby | Il tranquillo mondo di Mr. Appleby | 7 giugno 1980        | 20 giugno 1981    |
| 16 | The Man at the Top               | Quello che può tutto               | 14 giugno 1980       | 4 ottobre 1982    |